# Kabinetscrisis over asiel (Rutte IV)
De kabinetscrisis over asiel was een Nederlandse kabinetscrisis die op 7 juli 2023 leidde tot de val van het kabinet-Rutte IV. Binnen het kabinet, bestaande uit Volkspartij voor Vrijheid en Democratie (VVD), Democraten 66 (D66), Christen-Democratisch Appèl (CDA) en ChristenUnie, werd al maanden onderhandeld over maatregelen om de migratie te beperken, onder meer vanwege de asielcrisis die sinds twee jaar min of meer structureel aanhield. Met name de VVD en de ChristenUnie konden hun verschillen over het te voeren beleid inzake gezinshereniging niet overbruggen, waarna het kabinet ontslag aanbood.

## Achtergrond

### Kabinet
Het kabinet was tot stand gekomen in januari 2022, na de langste Nederlandse kabinetsformatie ooit. Het bestond uit dezelfde partijen als het voorgaande kabinet-Rutte III. 
Een gevoelig onderwerp was de stikstofcrisis. Met name het CDA en D66 stonden daarin recht tegenover elkaar. Het verzet tegen het stikstofbeleid droeg bij aan een nederlaag voor de coalitie bij de Provinciale Statenverkiezingen van maart 2023 en daarmee later de Eerste Kamerverkiezingen 2023. Grote winnaar van de Provinciale Statenverkiezingen was de BoerBurgerBeweging, die zich tegen het stikstofbeleid verzette. Het CDA wilde op basis van die uitslag aanpassingen aan het stikstofbeleid. Om een kabinetscrisis te voorkomen, werd besloten het stikstofbeleid op een lager pitje te zetten. Na de onderhandelingen in de provincies zou CDA dan willen heronderhandelen over passages in het coalitieakkoord met betrekking tot het stikstofbeleid. Daarmee bleef een kabinetscrisis op dit onderwerp boven de markt hangen.

### Asielcrisis
Sinds 2021 was er sprake van een structureel gebrek aan capaciteit om asielzoekers op te vangen in Nederland. In juni 2022 moesten asielzoekers daarom buiten het aanmeldcentrum Ter Apel verblijven en het Rode Kruis moest medische hulp verlenen. Geprobeerd werd om gemeenten vrijwillig asielzoekers op te laten vangen, maar dit lukte staatssecretaris van Justitie en Veiligheid Eric van der Burg onvoldoende. Toen het COA daarom maar zonder toestemming van de gemeente in Tubbergen asielzoekers wilde huisvesten, stuitte dit op veel lokaal en landelijk verzet.
Om de crisis te bezweren kwam het kabinet in augustus 2022 met Vereniging van Nederlandse Gemeenten, het Veiligheidsberaad en provincies tot een asielakkoord. De gemeenten zouden met dat akkoord zorgen voor woonruimte, waarvoor het Rijk geld vrij zou maken. Het akkoord bevatte ook maatregelen om de asielinstroom te beperken. Het kabinet bevroor de Turkije-deal, waardoor 1.250 vluchtelingen minder naar Nederland zouden komen.
Van der Burg was ook bezig met een spreidingswet (ook wel dwangwet genoemd), om het enerzijds aantrekkelijker te maken voor gemeenten om asielzoekers op te vangen, maar anderzijds gemeenten daar ook toe te kunnen dwingen. Deze wet lag met name binnen de VVD heel gevoelig. De Tweede Kamerfractie van de VVD gaf aan deze wet alleen te kunnen steunen als er ook gewerkt zou worden aan een beperking van de instroom van asielzoekers. Minister-president en VVD-partijleider Mark Rutte zegde in een fractievergadering op 8 november toe zich daarvoor binnen het kabinet persoonlijk in te spannen. VVD-fractievoorzitter Sophie Hermans herhaalde deze wens door na de Provinciale Statenverkiezingen tegenover het kabinet te verklaren dat ze nog één keer vriendelijk zou vragen dat er iets gedaan moest worden op asiel. Tijdens het partijcongres in juni 2023 herhaalde ze: "Mark, schiet eens op".
Op 12 april kwamen er prognoses naar buiten, volgens welke het aantal verwachte asielzoekers hoger lag dan eerder verwacht. Dit zette verdere druk op de onderhandelingen met betrekking tot asiel. Overigens bleek later dat jaar de cijfers achter te blijven bij die prognose, ook ten tijde van de kabinetscrisis.

### Gezinshereniging
Binnen het dossier van asiel lag met name het onderwerp van gezinshereniging gevoelig. ChristenUnie, een partij die zichzelf sterk afficheert als gezinspartij, had bezwaren tegen beperkingen daarvan. Bij het asielakkoord van augustus 2022 was er wel afgesproken dat gezinshereniging beperkt zou worden tot wanneer een statushouder al een woning had. Er werd toen al getwijfeld aan de juridische houdbaarheid van deze maatregel, ook door ChristenUnie. Diverse rechters concludeerden later dat jaar dat dit inderdaad strijdig was met Europese en internationale verdragen, waarna Van der Burg de maatregel terugtrok.
In februari 2023 had het CDA al een "twee-status-stelsel" voorgesteld, waarbij het CDA voorstelde om de gezinshereniging voor asielzoekers met een tijdelijke verblijfsvergunning beperkt zou worden. ChristenUnie-Kamerlid Don Ceder noemde dit toen "een proefballonnetje". Het voorstel werd echter wel besproken in het kabinet.
Op 13 juni praatten ChristenUnie-fractievoorzitter Mirjam Bikker en Rutte over het onderwerp asiel. Daar herhaalde zij dat gezinshereniging voor haar partij een rode lijn betekende.

## Verloop

### Onderhandelingen
Onder voorzitterschap van minister van Justitie en Veiligheid Dilan Yeşilgöz-Zegerius (VVD) gingen vanaf het najaar van 2022 een aantal betrokken bewindspersonen onderhandelen over maatregelen om in het algemeen de immigratie van buitenlanders van buiten de Europese Unie te beperken. Aan tafel zaten verder staatssecretaris Maarten van Ooijen (CU), minister voor Volkshuisvesting en Ruimtelijke Ordening Hugo de Jonge (CDA), staatssecretaris Eric van der Burg (VVD) en afwisselend minister van Defensie Kajsa Ollongren en minister voor Klimaat en Energie Rob Jetten (beiden D66). Andere kabinetsleden, onder wie Mark Rutte, schoven soms aan. Het dossier werd opgedeeld in vier subdossiers; arbeidsmigratie, buitenlandse studenten, huwelijk met buitenlandse partners en asiel. Op de eerste drie subdossiers lukte het de bewindspersonen om ver te komen, maar wat betreft asiel bleven de standpunten ver uiteen liggen. De ChristenUnie en D66 trokken in deze onderhandelingen samen op.

### Laatste week
De onderhandelingen hadden aanvankelijk geen concrete deadline, al werd binnen de VVD gezegd dat hun bewindspersonen niet op vakantie mochten voordat het rond was. Op maandag 3 juli, de laatste week voor het zomerreces, ontstond bij media het beeld dat het hoog op zou kunnen lopen die week. De volgende dag maakte Sophie Hermans bekend dat ze op vrijdag een akkoord verwachtte. Ze herhaalde daarbij wederom de woorden "Mark, schiet eens op." Een voorstel van D66-fractievoorzitter Jan Paternotte om de fractievoorzitters te laten onderhandelen, in plaats van het kabinet, werd door VVD en CDA afgewezen.

#### Woensdag
Op woensdagavond kwamen betrokken ministers, waaronder de vicepremiers, samen op het ministerie van Algemene Zaken. Rutte had toegezegd met een voorstel te komen dat voor iedereen acceptabel moest zijn. Tot onvrede van ChristenUnie bleek een beperking van gezinshereniging daar nog steeds onderdeel van uit te maken. Rutte liet vervolgens weten per se de gezinshereniging te willen inperken. Hij eiste dat oorlogsvluchtelingen met een verblijfsstatus niet langer zo maar met hun gezin herenigd konden worden. Het CDA zei zich daar in te kunnen vinden, maar D66 en vooral ChristenUnie niet. Ruttes voorstel hield onder meer in dat er per maand niet meer dan tweehonderd gezinsleden van oorlogsvluchtelingen naar Nederland mochten komen, met een wachttijd van twee jaar.
Rutte dreigde zijn voorstel in de ministerraad in stemming te brengen, terwijl normaliter daar de besluitvorming op basis van consensus is. Omdat de ChristenUnie maar enkele ministers had, zou die partij de stemming verliezen. Aangezien dat voor hen onacceptabel was, lag opstappen dan voor de hand. Het gedrag van Rutte die avond werd omschreven als 'roekeloos' en 'onverklaarbaar'. Het overleg eindigde die avond zonder resultaat. Het dreigement was voor het CDA aanleiding om juristen te laten uitzoeken of voorkomen kon worden dat het voorstel in stemming gebracht werd.

#### Donderdag
Op donderdag herhaalde Bikker dat het inperken van gezinshereniging voor haar partij ontoelaatbaar was. Die avond werd er wederom onderhandeld. Rutte bood excuses aan voor zijn aanpak van de vorige dag, maar zijn voorstel bleef op tafel liggen. Ook deze avond lukte het niet tot overeenstemming te komen. De bewindspersonen begonnen openlijk te spreken over de val van het kabinet. Ze spraken af dat als de onderhandelingen mislukten, dat de vier partijen gezamenlijk uit het kabinet zouden stappen. Het overleg eindigde met de afspraak dat Van der Burg een laatste variant zou gaan uitwerken. Daarbij zou gezinshereniging pas beperkt worden als de opvang vol zit.

#### Vrijdag
Na de reguliere ministerraad op vrijdag ontvingen de onderhandelaars het voorstel, waarover zij om vijf uur weer verder zouden onderhandelen. Vicepremier Carola Schouten (CU) liet Rutte weten, na gesproken te hebben met de eigen Tweede Kamerfractie, dat het laatste voorstel van Van der Burg eveneens onacceptabel was. Tijdens het overleg werd nog gekeken naar wat er wel mogelijk was. Schouten herhaalde dat het gehele pakket voor de partij al lastig te dragen was, maar dat de voorgestelde beperking van gezinshereniging onacceptabel was. De ministers Jetten, De Jonge en Hoekstra deden nog een poging om de onderhandelingen te redden. Het CDA stelde voor om de gesprekken over het weekend te tillen. Deze pogingen waren echter niet succesvol. Rond acht uur 's avonds bracht het kabinet-Rutte IV naar buiten ontslag te zullen aanbieden. Diezelfde avond bood Rutte namens het hele kabinet schriftelijk ontslag aan bij de koning.
Even zou overwogen zijn om het kabinet voort te zetten zonder ChristenUnie en te vervangen door JA21, die voor strenger asielbeleid is. Pogingen om dit te realiseren werden naar verluidt echter tegengehouden door D66.